# Hermann Hoffmann (Philosoph)

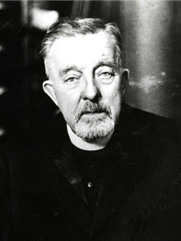

Hermann Hoffmann SJ (* 23. Juni 1864 in Elberfeld; † 1. Juni 1937 in Tokio) war ein deutscher römisch-katholischer Priester und Philosoph.

## Leben
Nach Kindheit in Elberfeld trat er im Herbst 1880 in den Jesuitenorden ein und wurde Novize der Jesuitenausbildungsstätte auf dem Gut Exaten bei Baexem (heute Teil von Leudal) in der niederländischen Provinz Limburg. Nach dem Juniorat in Wynandsrade bei Beekdaelen kam er für den Zeitraum zwischen 1885 und 1889 als Magister nach Feldkirch, danach für drei Jahre zum Philosophiestudium nach Exaten. Während der theologischen Ausbildung in Ditton Hall bei Cambridge wurde er am 30. Juni 1895 zum Priester geweiht. Nach dem Terziat in Tisis, war er von 1902 bis 1909 als Philosophieprofessor tätig. 1909 wurde er nach München geschickt. Von dort ging er an das Ignatiuskolleg  in Valkenburg aan de Geul, um sich auf die Missionstätigkeit in Japan vorzubereiten. Am 24. Februar 1910 kam er in Tokio an, wo er im selben Jahr – nach Vorarbeiten unter anderem von Joseph Dahlmann – die Sophia-Universität gründete und deren erster Leiter wurde. Hoffmann stand bis zu seinem Tod 1937 an der Spitze dieser katholischen Privatuniversität.